# Lepiszcze (technika)
Lepiszcze – rodzaj spoiwa łączącego materiały sypkie w jednolitą masę. Lepiszcze działa podobnie do kleju, jednak jest używane przeważnie w połączeniu z prasowaniem pod dużym ciśnieniem. 

## Wykorzystanie praktyczne
Lepiszcza stosuje się, między innymi, do produkcji:
- asfaltobetonu
- brykietów
- kompozytów, w tym kompozytów konstrukcyjnych (na przykład z włóknami węglowymi)
- sklejek
- narzędzi ściernych
- stałych paliw rakietowych

## Przykłady lepiszczy
- ług posulfitowy
- skrobia
- emulsja akrylowa
- szkło wodne sodowe
- bentonit
- smoła pogazowa o temperaturze mięknienia 40–50 °C[2]
- polimery, na przykład PBAN